# 異形殺戮：終極戰場
《異形殺戮：終極戰場》（英語：AVH: Alien vs. Hunter），是2007年發行的一部低成本錄影帶首映科幻劇情片。講述小鎮遭兩種外星生物入侵，兩種外星生物相互對決，同時殘害小鎮居民，最終小鎮居民與外星入侵者展開生死對決。影片中的外星生物造型獨特，貌似金槍客和大蜘蛛。外星生物移動方式獨具創意，金槍客鎧甲百彈不入，一槍必殺。